# Binfield F.C.
Câu lạc bộ bóng đá Binfield là một câu lạc bộ bóng đá có trụ sở ở Binfield, gần Bracknell, Berkshire, Anh. Trực thuộc Berks & Bucks Football Association, câu lạc bộ hiện là thành viên của Isthmian League South Central Division và thi đấu trên sân Stubb's Lane. Biệt danh của đội là The Moles.

## Lịch sử
Câu lạc bộ được thành lập vào năm 1892 bởi những người lao động tại các xưởng gạch và nông dân địa phương. Ban đầu họ chơi ở giải Ascot & District League, trước khi tham gia Great Western Combination năm 1946. Đội đã vô địch Combination ở lần thử đầu tiên và về nhì ở mùa giải sau. Tuy nhiên, đội rời giải đấu vào cuối mùa giải 1950-51, gia nhập Reading & District League.
Vào mùa giải 1971-72, câu lạc bộ được thăng hạng từ Division One lên Premier Division, nhưng bị xuống hạng vào cuối mùa giải 1973-74. Đội vô địch Division One mùa giải 1975-76 để thăng hạng trở lại Premier Division. Tuy nhiên, vào giữa những năm 1980, họ bị xuống hạng ở Division Two. Liên tiếp giành chức vô địch Division Two và Division One mùa giải 1986-87 và 1987-88 chứng kiến họ trở lại Premier Division.
Năm 1989, Binfield chuyển đến Division One của Chiltonian League, giải đấu mà đội đã vô địch trong mùa giải đầu tiên, được thăng hạng lên Premier Division. Đội kết thúc với tư cách á quân Premier Division mùa giải 1991-92 và vô địch mùa giải 1995-96.
Năm 2000, giải đấu được hợp nhất thành Hellenic League, với Binfield được xếp vào Division One East. Năm 2001, họ tiếp nhận câu lạc bộ cơ sở Binfield Forest. Mùa giải 2008-09 họ vô địch Division One East và được thăng hạng lên Premier Division. Mùa giải thứ hai chứng kiến họ kết thúc với tư cách á quân. Mùa giải 2011-12 họ đã giành được cả Hellenic League Floodlit Cup (đánh bại Shortwood United 2-0 trong trận chung kết) và Berks & Bucks Senior Trophy (thắng 9-8 trên chấm phạt đền trước Abingdon Town sau khi hòa 1-1). Câu lạc bộ lại vô địch Floodlit Cup mùa giải 2017-18 với chiến thắng 2-1 trước Thatcham Town trong trận chung kết.

## Sân vận động
Câu lạc bộ đã chơi tại sân Forest Road vào giữa thế kỷ 20, một sân được chia sẻ với câu lạc bộ cricket địa phương. Năm 1980, họ chuyển đến khu đất hiện tại, Stubbs Lane. Dàn đèn được lắp đặt vào những năm 2000.

## Danh hiệu
- Hellenic League
  - Vô địch Division One East 2008-09
  - Vô địch Floodlit Cup 2011-12, 2017-18
- Chiltonian League
  - Vô địch Premier Division 1995-96
  - Vô địch Division One 1989-90
- Reading & District League
  - Vô địch Division One 1975-76, 1987-88
  - Vô địch Division Two 1986-87
- Great Western Combination
  - Vô địch 1946-47
- Berks & Bucks Senior Trophy
  - Vô địch 2011-12
- Fielden Cup
  - Vô địch 1924

## Kỉ lục
- Vị trí cao nhất giải quốc nội: thứ 2 ở Hellenic League Premier Division, 2010-11[5]
- Thành tích tốt nhất tại Cúp FA: Vòng loại thứ hai, 2013-14[5]
- Thành tích tốt nhất tại FA Vase: Vòng Bốn, 2011-12, 2019-20[5]